# Françoise Brion
Françoise Brion, de fapt Françoise Alicia Rose German de Ribon, (n. 29 ianuarie 1933, Paris, Île-de-France, Franța) este o actriță de film și de teatru franceză, care în cariera sa a apărut în peste 75 de filme. A jucat în filmul din 1963 L'Immortelle⁠(d), care a fost înscris la al 13-lea Festival Internațional de Film de la Berlin.
Printre cele mai cunoscute filme ale sale se numără Un martor în oraș (1959), Pariziencele (1962), Codin (1963), Alexandru cel fericit (1967) și Rosebud (1975).

## Biografie
A fost căsătorită cu actorul Jacques Doniol-Valcroze.

## Filmografie selectivă
- 1957 Donnez-moi ma chance, regia Léonide Moguy : Fabienne
- 1957 Nathalie, regia Christian-Jaque : mannequin
- 1959 Katia, regia Robert Siodmak : Sophie
- 1959 Un martor în oraș (Un témoin dans la ville), regia Édouard Molinaro : Jeanne Ancelin
- 1960 Cum este ea? (Comment qu'elle est ?), regia Bernard Borderie : Martine Rupert
- 1962 L'Immortelle, regia Alain Robbe-Grillet : L, la femme
- 1962 Pariziencele (Les Parisiennes), segment Françoise de Marc Allégret : Jacqueline
- 1962 Lemmy pour les dames, regia Bernard Borderie : Marie-Christine
- 1963 Codin (Codine), regia Henri Colpi : Irène
- 1963 Vacanțe portugheze (Vacances portugaises), regia Pierre Kast : Eleonore
- 1967 Alexandru cel fericit (Alexandre le Bienheureux), regia Yves Robert : Éliane Gartempe zis Grande
- 1971 Les Soleils de l'île de Pâques, regia Pierre Kast : Françoise
- 1974 Le Passager (Caravan to Vaccares) de Geoffrey Reeve : Stella
- 1975 Adio detectivule (Adieu poulet), regia Pierre Granier-Deferre : Marthe Rigaux, la tenancière du bordel
- 1975 Bijuterii de familie (Les Bijoux de famille), regia Jean-Claude Laureux : Hélène
- 1975 Rosebud, regia Otto Preminger : Melina Nikolaos
- 1995 Nelly et Monsieur Arnaud, regia Claude Sautet : Lucie
- 1995 Nelly și domnul Arnaud (Nelly et Monsieur Arnaud), regia Claude Sautet : Lucie
- 2003 Le Divorce, regia James Ivory : la libraire
- 2008 Le Premier Jour du reste de ta vie, regia Rémi Bezançon : la maîtresse du chien